# Diogo Flaínez
Diogo Flaínez (em castelhano: Diego Flaínez e em latim: Didaco Flaginiz[a]; fl. 1047 -1048) foi um nobre, membro do poderoso linhagem leões dos Flaínez e o pai de O Cid ou El Cid. Foi filho do conde Flaín Munhoz e de Justa Fernandes de Cea, filha do conde Fernando Bermudes.[b] Teve vários irmãos, incluindo o conde Fernando Flaínez, o avô de Jimena Dias, mulher de O Cid.

## Biografia

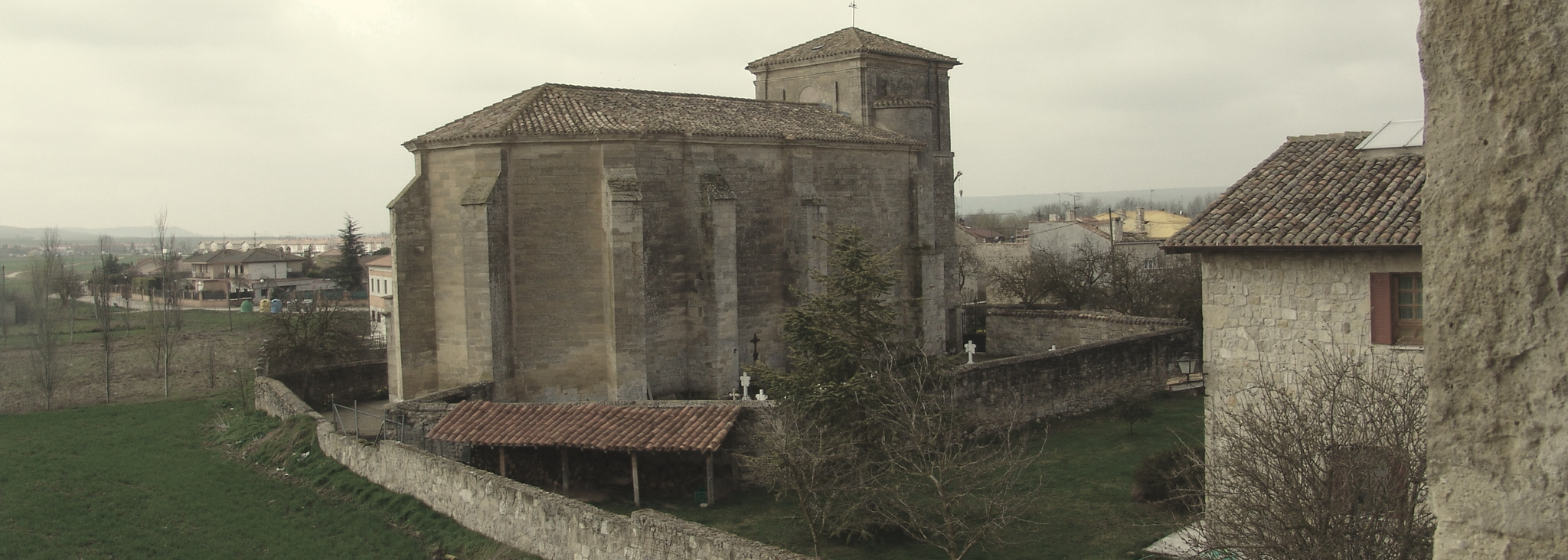
Igreja em Vivar del Cid

Diogo não foi conde como seu pai ou irmão Fernando. Se estabeleceu no vale de Ubierna, fronteira entre os reinos de Castela e Pamplona e lutou na guerra entre o rei Garcia Sanches III e Fernando I onde arrebatou aos navarros o castelo de Ubierna e as praças de Úrbel, La Piedra e Vivar.

## Matrimônio e descendência
Embora o nome de sua esposa não seja conhecido, se sabe que foi a filha de Rodrigo Alvares, membro da mais alta nobreza castelhana. Deste casamento nasceu Rodrigo Diaz de Vivar (El Cid) casado com Jimena Dias, regente de Valência depois da morte de seu esposo, filha de Diogo Fernandes, conde em Oviedo e de Cristina Fernandes.